# Lech Koziejowski
Lech Koziejowski   (Varsòvia, 3 d'abril de 1949) és un tirador d'esgrima polonès, ja retirat, especialista en floret, que va competir entre les dècades de 1960 i 1980.
El 1972 va prendre part en els Jocs Olímpics d'Estiu de Múnic, on disputà dues proves del programa d'esgrima. En la prova del floret per equips guanyà la medalla d'or, mentre en la del floret individual quedà eliminat en sèries. Quatre anys més tard, als Jocs de Mont-real, fou cinquè en la prova del floret per equips, mentre en la del floret individual quedà eliminat en sèries. El 1980, a Moscou, disputà el seus tercers, i darrers Jocs Olímpics. En ells guanyà la medalla de bronze en la prova del floret per equips, mentre en la del floret individual fou cinquè.
En el seu palmarès també destaquen quatre medalles al Campionat del Món d'esgrima, tres de plata i una de bronze, entre les edicions de 1969 i 1974, així com dues medalles de plata a les Universíades de 1973 i 1977. A nivell nacional guanyà el campionat de Polònia de floret de 1980, així com nou campionats nacionals per equips entre 1966 i 1989.